# Miss France 1963
 (janvier 2019).
Si vous disposez d'ouvrages ou d'articles de référence ou si vous connaissez des sites web de qualité traitant du thème abordé ici, merci de compléter l'article en donnant les références utiles à sa vérifiabilité et en les liant à la section « Notes et références ».
Miss France 1963 est la 33e élection du concours Miss France. Elle a lieu au Grand Théâtre de Bordeaux en décembre 1962. Muguette Fabris, 22 ans, remporte le titre.

## Candidates
Dans un reportage de l'ORTF consacré à l'élection, on apprend que les candidates sont au nombre de 20 et on peut remarquer les Miss Normandie, La Baule et Île-de-France.
Parmi elles, se trouvent :
- Miss Côte de Beauté, Claudine Robin
- Miss Saintes, Danièle Putier
- Miss Côte d'Amour, Marie-Joseph de Montille
- Miss Gascogne, Michèle Labni
- Miss Lorraine, Liliane Collinet
- Miss Côte d'Azur, Nicole Cherrier
- Miss Côte Basque, Catherine Feodorove
- Miss La Baule, Nicole Chauveau
- Miss Alsace, Maïté Vernier
- Miss Côte d'Émeraude, Françoise Minec
- Miss Paris, Danièle Chevalier
- Miss Île-de-France, Muguette Fabris
- Miss Normandie, Michèle Fourtin-Povel
- Miss Ondine

## Classement final
| Résultat         | Candidate              | Région             |
| ---------------- | ---------------------- | ------------------ |
| Miss France 1963 | Muguette Fabris        | Miss Île-de-France |
| 1re dauphine     | Danièle Chevalier      | Miss Paris         |
| 2e dauphine      | Michèle Fourtain-Povel | Miss Normandie     |
| 3e dauphine      | Danièle Putier         | Miss Saintes       |
| 4e dauphine      |                        |                    |
| 5e dauphine      |                        |                    |
| 6e dauphine      |                        |                    |